# Чудо в Брайтоне
«Чудо в Брайтоне» (англ. The Brighton Miracle) — австралийский фильм Макса Манникса, вышедший в 2019 году. Фильм посвящён выступлению сборной Японии по регби на чемпионате мира 2015 года в Англии и, в особенности, победе японцев над двукратными на тот момент чемпионами мира в лице сборной ЮАР.
В фильме сочетаются как заранее срежиссированные сцены с актёрами, так и документальные кадры, на которых реальные участники тех событий делятся воспоминаниями.

## Сюжет
2012 год. До старта чемпионата мира по регби, который пройдёт в 2015 году в Англии, остаётся 1321 день. В сборной Японии грядут перемены: главным тренером национальной команды назначается наполовину австралиец, наполовину японец Эдди Джонс. Джонсу предстоит начать строить с нуля национальную сборную, которая за всё время своего участия в чемпионатах мира победила всего один раз, а на чемпионате мира 1995 года была попросту раздавлена сборной Новой Зеландии, проиграв ей 17:145.
Лидером новой команды станет Майкл Литч. Фильм освещает работу Джонса в сборной Японии от момента его назначения вплоть до чемпионата мира 2015 года. Апофеозом становится день 19 сентября 2015 года, когда в матче против сборной ЮАР японцы преподнесли сенсацию мирового масштаба, сенсационно победив сборную ЮАР, двукратных чемпионов мира, со счётом 34:32.

## В ролях
- Темуэра Моррисон — Эдди Джонс, главный тренер сборной Японии по регби
- Лазарус Ратуэре[англ.] — Майкл Литч, капитан сборной Японии по регби
- Сумирэ Мацубара[англ.] — Сатоми Литч, жена Майкла Литча
- Юки Кудо — Нелли Джонс, жена Эдди Джонса
- Маса Ямагути[англ.] — JR
- Акира Мацумото — Симада
- Эрих Тикаси Линцбихлер — Мураи
- Ютака Идзумихара[яп.] — Аюму Горомару
- Крис Бартоломью — репортёр
- Оскар Лин — Эдди Джонс в молодости
- Кори Уильямс — рефери
- Руми Кикути — врач
- Майкл Хэртчер — газонокосильщик
- Закари Бултон — хукер
- Кэйити Эномото — лифтёр
- Брэндон Бейтмен — регбист
- Гордон Брей[англ.] — камео
- Рюити Фудзимура — врач